# Krîlivske (Mîkolai-Pole), Zaporijjea
Krîlivske (în ucraineană Крилівське) este un sat în comuna Mîkolai-Pole din raionul Zaporijjea, regiunea Zaporijjea, Ucraina.

## Demografie
Componența lingvistică a localității Krîlivske
     Ucraineană (76,19%)
     Rusă (21,43%)
Conform recensământului din 2001, majoritatea populației localității Krîlivske era vorbitoare de ucraineană (76,19%), existând în minoritate și vorbitori de rusă (21,43%).